# Viễn Châu
Viễn Châu (21 tháng 10 năm 1924 – 1 tháng 2 năm 2016) là một danh cầm đàn tranh và soạn giả cải lương người Việt Nam. Ông được cho là người đã khai sinh ra thể loại cải lương tân cổ giao duyên và đã có công đào tạo ra nhiều thế hệ nghệ sĩ cải lương danh tiếng một thời. Ông được Nhà nước Việt Nam trao danh hiệu Nghệ sĩ nhân dân.

## Cuộc đời và sự nghiệp

### Thân thế
Viễn Châu tên thật là Huỳnh Trí Bá, sinh ngày 21 tháng 10 năm 1924 tại xã Đôn Châu, huyện Trà Cú (nay thuộc huyện Duyên Hải), tỉnh Trà Vinh. Ông xuất thân trong gia đình vọng tộc, thân phụ là Hương cả, là con thứ 6 trong gia đình, ông còn có tên là Bảy Bá theo thông lệ Nam Bộ. Lúc nhỏ, ông học quốc văn ở trường làng và học Hán văn với những bậc túc nho ở tại nhà. Ngoài ra, khi còn học ở trường, ông đã mê đờn ca, cả tân lẫn cổ, thường có mặt trong các buổi đờn ca tài tử hoặc cùng bạn bè tổ chức đờn ca. Đến năm 19 tuổi, ông đàn thạo các loại đàn tranh, vĩ cầm, guitar và được nhiều người khen ngợi.

### Sự nghiệp
Năm 1942, Viễn Châu tham gia Ban cổ nhạc Đài phát thanh Pháp Á Sài Gòn. Tuy nhiên, dấu ấn đầu tiên trong sự nghiệp văn hóa nghệ thuật của ông là truyện ngắn đầu tay "Chàng trẻ tuổi" được đăng trên báo Dân Mới và bài thơ "Thời mộng" được đăng trên báo Tổng xã mới trong năm đó. Cuối năm 1943, ông theo đoàn Tố Như lưu diễn. 2 tháng sau, ông tham gia gánh ca kịch của Năm Châu ra Hà Nội lưu diễn. Trên bước đường nghệ thuật của mình, ông có cơ hội tiếp xúc với các nghệ sĩ tài danh bấy giờ như Năm Châu, Lê Hoài Nở, Trần Hữu Trang, Duy Lân,... và học hỏi được nhiều kỹ năng về tư duy sáng tác. Tuy nhiên, "chuyến lưu diễn" của ông nhanh chóng kết thúc khi đoàn vừa về tới Sài Gòn thì người anh kế của ông là Huỳnh Thanh Tòng bắt ông về quê và không cho ông theo đoàn hát.
Cuối năm 1945, Pháp nổ súng tái chiếm Đông Dương. Bấy giờ, ông đã viết vở cải lương đầu tay "Hồn chiến sĩ", với nội dung cổ vũ cho cuộc kháng chiến chống Pháp. Vở tuồng đã được Ủy ban Kháng chiến hành chánh quận Trà Cú (lúc bấy giờ là quận Trần Chí Nam) tổ chức biểu diễn bán vé để góp quỹ kháng chiến.
Năm 1946, quân Pháp kiểm soát phần lớn vùng Trà Vinh. Người anh Huỳnh Thanh Tòng của ông bị quân Pháp bắt và bị bức tử ở đồn Long Toàn (Trà Vinh). Để tránh bắt bớ do từng cầm súng chống Pháp, ông bỏ xứ Đôn Châu lên Vĩnh Long tá túc trong nhà một người bạn rồi sau đó phiêu bạt lên Sài Gòn, tìm đến đoàn Năm Châu (lúc này đổi tên là đoàn Con Tằm) để nương nhờ và theo nghiệp nghệ thuật cải lương từ đó.
Tại Sài Gòn, ông bí mật hoạt động cho Ban công tác thành ở Sài Gòn. Không lâu sau, ông bị người Pháp bắt giữ cùng với 4 người khác để khai thác. Mặc dù không đủ bằng chứng kết tội, ông vẫn bị giam giữ mà không xét xử, sau đó bị đày đi an trí ở Cẩm Giang (Tây Ninh). Mãi đến cuối năm 1949, ông mới được trả tự do. Ông mới trốn thoát và trở lại Sài Gòn, lại tìm đến đoàn Con Tằm với cái tên mới là Trương Văn Bảy. Năm 1950, ông viết vở cải lương "Nát cánh hoa rừng" với bút danh Viễn Châu, phóng tác từ truyện đường rừng của Khái Hưng. Đây là vở cải lương đầu tiên của ông được đoàn Việt kịch Năm Châu trình diễn trên sân khấu đại ban tại Sài Gòn cũng trong năm 1950, được công chúng hoan nghênh nhiệt liệt.
Từ đó, tên tuổi Viễn Châu bắt đầu được giới mộ điệu chú ý. Các tác phẩm biểu diễn đàn tranh của ông được nhiều hãng đĩa thu thanh và phát hành liên tục. Đương thời, ngón đờn tranh Bảy Bá được xem là một trong 3 ngón đờn cổ nhạc đã được giới mộ điệu đánh giá cao và coi như bậc thầy là Năm Cơ (đàn kìm, sến) – Bảy Bá (đàn tranh) – Văn Vỹ (guitar phím lõm). Ngoài đoàn Việt kịch Năm Châu, ông còn cộng tác với các đoàn hát: Kim Thanh Út Trà Ôn (1955), Thanh Tao (1958), Thanh Nga (1962), Dạ Lý Hương (1969), Tân Hoa Lan (1969). Đồng thời, ông còn cộng tác với các hãng đĩa Việt Nam (1950), Kim Long (1951), Việt Hải (1953), Thăng Long (1954), Sống Mới (1968),...
Sau năm 1975, ông cộng tác với Đoàn Văn công (1975), hãng băng Sài Gòn Audio (1978) và nhiều đoàn hát ở các tỉnh. Năm 1984, ông cùng đoàn nghệ thuật 284 lưu diễn ở các nước Tây Âu như Đức, Bỉ, Pháp, Ý.
Mặc dù tuổi cao và bệnh trọng, nhưng ông vẫn miệt mài sáng tác. Ông đang hoàn tất quyển hồi ký về cuộc đời và sự nghiệp của mình. Theo một học trò của ông là nghệ sĩ Phương Quang, ông từng dặn con trai mình là nhạc sĩ Trương Minh Châu: "Ba chết, nhớ bỏ vô quan tài một mớ giấy, bút để xuống đó ba viết bài vọng cổ".
Ông qua đời vào ngày 1 tháng 2 năm 2016 tại Thành phố Hồ Chí Minh, sau đó hỏa thiêu tại Bình Hưng Hòa. Mộ phần và nhà tưởng niệm của ông đặt tại Hoa Viên Nghĩa Trang Bình Dương, xã Chánh Phú Hoà, huyện Bến Cát, tỉnh Bình Dương.

## Đánh giá
Ông được báo chí mệnh danh là "vua của các vị vua cải lương", "là người tạo danh cho các nghệ sĩ", bởi qua nhiều sáng tác của ông, nhiều nghệ sĩ khi thể hiện đều đã nổi tiếng như: Mỹ Châu với bài Hòn vọng phu, Út Trà Ôn với Tình anh bán chiếu,... Bên cạnh đó, ông cũng sáng tác ra nhiều bài vọng cổ hài hước mà sau này được nhiều gương mặt nổi danh như nghệ sĩ Văn Hường, Hề Sa,...
| “           | "Không có Viễn Châu là không có Ngọc Giàu cũng như gần hết các tên tuổi cải lương nổi tiếng của cải lương thời hoàng kim." | ” |
| — Ngọc Giàu | |   |

| “                                                                     | "Nhờ bài vọng cổ "Tình anh bán chiếu" mà Ngã Bảy Phụng Hiệp được nổi danh khắp vùng Nam bộ nên địa phương rất biết ơn soạn giả Viễn Châu!" | ” |
| — Lê Phú Khải, dẫn lời một lãnh đạo Huyện ủy Phụng Hiệp (Báo Cần Thơ) | |   |

Một sáng tạo của Viễn Châu có ý nghĩa đặc biệt trong lĩnh vực nghệ thuật là việc ghép tân nhạc vào bản vọng cổ mà ông gọi là Tân cổ giao duyên. Bản tân cổ giao duyên đầu tiên của ông có tựa Chàng là ai (Tân nhạc: Nguyễn Hữu Thiết), sáng tác từ năm 1958, do Lệ Thủy ca năm 1964. Dù thể loại mới này đã gây ra nhiều tranh cãi trên báo chí thời bấy giờ, nhưng sức tồn tại của nó cũng như sự hâm mộ của công chúng là bằng chứng cụ thể nhất đối với tân cổ giao duyên.

### Vinh danh
- Nghệ sĩ ưu tú (1988).
- Nghệ sĩ nhân dân (2012).

Năm 2014, ông được Chủ tịch nước Trương Tấn Sang trao tặng Huân chương Lao động hạng Ba vì những đóng góp xuất sắc đối với nghệ thuật Đờn ca tài tử Nam Bộ.

## Tác phẩm
Hơn 50 năm sáng tác, ông đã để lại kho tàng tác phẩm đồ sộ. Trên 50 vở cải lương đã được trình diễn trên các sân khấu đại ban và hơn 2000 bản vọng cổ đã được các hãng đĩa, băng thu thanh và phát hành. Toàn bộ tác phẩm đều đã được đăng ký bản quyền. Dưới đây là một số tác phẩm tiêu biểu:

### Tuồng cải lương
- Ai điên ai tỉnh
- Bông ô môi
- Chuyện tình Hàn Mặc Tử
- Chuyện tình Lan và Điệp
- Cô gái bán sầu riêng
- Con gái Hoa Mộc Lan
- Chiêu quân cống hồ (Thể Hà Vân - Viễn Châu)
- Đức Phật thích ca
- Đời cô Nga
- Đồ Lư công chúa (Thể Hà Vân - Viễn Châu)
- Giọt máu chung tình (Thể Hà Vân - Viễn Châu)
- Hai nụ cười xuân
- Hoa Mộc Lan
- Lá trầu xanh
- Nát cánh hoa rừng
- Người đẹp Trữ La Thôn (Thể Hà Vân - Viễn Châu)
- Nợ tình
- Qua cơn ác mộng
- Quân vương và thiếp
- Sau bức màn nhung
- Sương khuya lạnh lùng (Hà Triều - Viễn Châu)
- Tình mẫu tử
- Tố Hoa Nương
- Phụng Kiều Lý Đáng

### Bản vọng cổ và bài tân cổ
- Anh đi xa cách quê nghèo
- Ai ra xứ Huế
- Áo mới Cà Mau (Thanh Sơn)
- Áo người trinh nữ (Thu Hồ)
- Bạch Thu Hà
- Bông ô môi
- Bên cầu trường hận
- Chàng là ai? (Nguyễn Hữu Thiết)
- Chuyến xe cuối tuần
- Chiếc nón bài thơ
- Chuyện ngày xưa (Trúc Phương)
- Cô gái bán sầu riêng
- Dương Quý Phi
- Đà Lạt trăng mờ
- Đêm khuya trông chồng
- Đêm lạnh trong tù
- Đêm tâm sự (Trúc Phương)
- Đêm tàn bến Ngự
- Đời
- Đời vũ nữ
- Đoạn kết một chuyện lòng (Hoài Linh)
- Gánh nước đêm trăng
- Giấc mộng lá sầu riêng
- Hán Đế biệt Chiêu Quân
- Hận Kinh Kha
- Hoa Hồ Điệp
- Hoa trôi dòng nước bạc
- Hòn vọng phu (Lê Thương)
- Kiếp cầm ca
- Khóc cười
- Lá trầu xanh
- Lan và Điệp
- Lòng dạ đàn bà
- Mưa lạnh thảo cầm viên
- Mẹ dạy con
- Men rượu Sake
- Mồ em Phượng
- Nhớ mẹ
- Ni cô và kiếm sĩ
- Nỗi buồn mẹ tôi (Minh Vy)
- Người quên kẻ nhớ (Đài Phương Trang)
- Người em xứ Thượng
- Phạm Lãi biệt Tây Thi
- Phàn Lê Huê
- Quả tim bất diệt
- Sầu vương ý nhạc
- Sương khói rừng khuya
- Tấm gương lịch sử
- Tâm sự Mai Đình
- Tâm sự Mộng Cầm
- Tần Quỳnh khóc bạn
- Thương về miền Trung (Duy Khánh)
- Trường hận
- Tình anh bán chiếu (1951)
- Tình nghèo có nhau (Đài Phương Trang)
- Trống trường thành
- Tự Đức khóc Bằng Phi
- Tu là cội phúc
- Võ Đông Sơ
- Vợ tôi đẹp ác
- Vợ tôi tôi sợ
- Xuân đất khách